# Smoke + Mirrors
Smoke + Mirrors — другий студійний альбом американського гурту «Imagine Dragons», представлений 17 лютого 2015 року. Платівка дебютувала на першій позиції у чарті Billboard 200 у США, а також очолила британський та канадський чарти. Альбом став «золотим» у США, Великій Британії, Мексиці та Бразилії. Перед виходом безпосередньо платівки гурт представив 3 сингли: «I Bet My Life», «Gold» і «Shots». Загальний тираж альбому у США перевищив 1 мільйон копій у липні 2017 року.

## Список композицій
Усі пісні написані та спродюсовані учасниками гурту (якщо не зазначено інше)
| Smoke and Mirrors | Smoke and Mirrors      | Smoke and Mirrors               | Smoke and Mirrors           | Smoke and Mirrors |
| #                 | Назва                  | Автор                           | Продюсер(и)                 | Тривалість        |
| ----------------- | ---------------------- | ------------------------------- | --------------------------- | ----------------- |
| 1.                | «Shots»                |                                 |                             | 3:52              |
| 2.                | «Gold»                 | Alexander Grant Imagine Dragons | Alex da Kid Imagine Dragons | 3:36              |
| 3.                | «Smoke and Mirrors»    |                                 |                             | 4:20              |
| 4.                | «I'm So Sorry»         |                                 |                             | 3:50              |
| 5.                | «I Bet My Life»        |                                 |                             | 3:14              |
| 6.                | «Polaroid»             |                                 |                             | 3:51              |
| 7.                | «Friction»             |                                 |                             | 3:21              |
| 8.                | «It Comes Back to You» |                                 |                             | 3:37              |
| 9.                | «Dream»                | Grant Imagine Dragons           | Alex da Kid Imagine Dragons | 4:18              |
| 10.               | «Trouble»              |                                 |                             | 3:12              |
| 11.               | «Summer»               |                                 |                             | 3:38              |
| 12.               | «Hopeless Opus»        |                                 |                             | 4:01              |
| 13.               | «The Fall»             |                                 |                             | 6:05              |
| 50:55             |                        |                                 |                             |                   |

| Делюкс видання | Делюкс видання   | Делюкс видання |
| #              | Назва            | Тривалість     |
| -------------- | ---------------- | -------------- |
| 14.            | «Thief»          | 3:47           |
| 15.            | «The Unknown»    | 3:24           |
| 16.            | «Second Chances» | 3:37           |
| 17.            | «Release»        | 2:28           |
| 64:11          |                  |                |

| Міжнародне делюкс видання | Міжнародне делюкс видання                            | Міжнародне делюкс видання         | Міжнародне делюкс видання | Міжнародне делюкс видання |
| #                         | Назва                                                | Автор                             | Продюсери(и)              | Тривалість                |
| ------------------------- | ---------------------------------------------------- | --------------------------------- | ------------------------- | ------------------------- |
| 18.                       | «Warriors» (із League of Legends World Championship) | Grant Josh Mosser Imagine Dragons | Alex da Kid               | 2:50                      |
| 67:01                     |                                                      |                                   |                           |                           |

| Супер делюкс видання | Супер делюкс видання                              | Супер делюкс видання              | Супер делюкс видання        | Супер делюкс видання |
| #                    | Назва                                             | Автор                             | Продюсер(и)                 | Тривалість           |
| -------------------- | ------------------------------------------------- | --------------------------------- | --------------------------- | -------------------- |
| 19.                  | «Battle Cry» (із Transformers: Age of Extinction) |                                   |                             | 4:32                 |
| 20.                  | «Monster» (із Infinity Blade III Game)            | Imagine Dragons Sermon            | Alex da Kid Imagine Dragons | 4:09                 |
| 21.                  | «Who We Are» (із The Hunger Games: Catching Fire) | Grant Josh Mosser Imagine Dragons | Alex da Kid, Mosser         | 4:10                 |
| 79:55                |                                                   |                                   |                             |                      |

| Азійське турове видання | Азійське турове видання                 | Азійське турове видання | Азійське турове видання |
| #                       | Назва                                   | Автор                   | Тривалість              |
| ----------------------- | --------------------------------------- | ----------------------- | ----------------------- |
| 19.                     | «Shots (Broiler Remix)»                 | Broiler                 | 3:11                    |
| 20.                     | «I Bet My Life (Imagine Dragons Remix)» |                         | 3:52                    |
| 21.                     | «I Bet My Life (Lost Kings Remix)»      | Lost Kings              | 3:59                    |
| 75:03                   |                                         |                         |                         |

| Британське spotify делюкс видання | Британське spotify делюкс видання | Британське spotify делюкс видання | Британське spotify делюкс видання |
| #                                 | Назва                             | Автор                             | Тривалість                        |
| --------------------------------- | --------------------------------- | --------------------------------- | --------------------------------- |
| 22.                               | «Shots (Broiler Remix)»           | Broiler                           | 3:12                              |
| 83:00                             |                                   |                                   |                                   |

## Учасники запису
Imagine Dragons
- Ден Рейнольдс — вокал, перкусія, піаніно, клавішні, написання тексту, продюсування;
- Вейн Сермон — гітара, написання тексту, продюсування;
- Бен МакКі — бас-гітара, клавішні, синтезатор, валторна, написання тексту, продюсування;
- Ден Платцман — ударні, перкусія, скрипка, написання тексту, продюсування.